# L'Adoration des mages (Monaco)
Pour les articles homonymes, voir L'Adoration des mages (homonymie).
L'Adoration des mages est une peinture de Lorenzo Monaco conservée au musée des Offices de Florence. Il s'agit d'une peinture a tempera sur panneau de bois (115 × 177 cm), peinte dans le style gothique international. Elle date d'entre 1420 et 1422.
Cette œuvre est considérée comme l'un des chefs-d'œuvre de Lorenzo Monaco, qui rejoint une branche du style gothique international, apparue vers 1404 et liée à l'influence de Gherardo Starnina et Lorenzo Ghiberti.

## Histoire
Une discrète documentation d'époque traite de cette œuvre. C'est une commande faite à Lorenzo Monaco qui se fait aider de trois assistants, et qui est de dimensions relativement peu importantes. La commande est de 182 florins, ce qui représente une somme très élevée et ce qui témoigne du prestige du moine peintre, alors au sommet de son art. Certains experts se fondent sur une mention de Vasari dans Le Vite, supposant qu'il s'agit du tableau du maître-autel de l'église Sant'Egidio de Florence, commandé pour la reconsécration solennelle de cette église par le pape Martin V, événement d'une extrême résonance pour toute la cité. Les documents d'archives rapportent que le tableau a été placé d'abord en haut du premier cloître du couvent San Marco et qu'il a certainement été vu par Fra Angelico : du reste ce tableau lui était attribué dans les années 1810.
Le panneau est recadré par Cosimo Rosselli à la fin du XVe siècle, lui ajoutant en haut des Prophètes et une Annonciation d'encadrement. Selon toute probabilité, le panneau était autrefois accompagné d'une prédelle.   
Le panneau a été restauré en 1995.

## Description
L'œuvre est conçue de manière originale, comme une grande représentation unique avec un usage réduit du fond d'or, qui commençait à passer de mode. Le cadre cependant garde la forme du triptyque, avec la partie supérieure de la scène en arcs mais les colonnes les supportant ont disparu établissant une continuité de perspective sous les arcades. À gauche, se dresse l'étable de la Nativité, construite comme une petite demeure ouverte sur une cour par une arcade où se trouvent l'âne et le bœuf, selon une perspective d'un parti pris antinaturel à la Giotto, probablement effet voulu archaïsant, afin de s'opposer à la froide perspective mathématique de Brunelleschi 
ou Masaccio. La Vierge, enveloppée d'un manteau bleu nuit à doublure dorée, est assise sur un rocher, les jambes allongées, montrant l'Enfant Jésus aux spectateurs ; sur son vêtement, on remarque trois étoiles (tête et épaules), symbole de virginité. Saint Joseph, en jaune, est assis en bas à l'angle gauche et regarde en haut. La partie centrale et la partie à droite sont occupées par le cortège des rois mages, dépeint de manière fabuleuse. Ceux-ci sont au premier plan au centre et ont déjà déposé leur couronne, dont deux se trouvent par terre et la troisième à la main d'un serviteur avec une épée et un vêtement violet ; le premier et le troisième mage, respectivement le plus âgé et le plus jeune, ont déjà un genou en terre, tandis que le mage en robe verte en pleine force de l'âge, contemple debout l'Enfant Jésus. Le mage âgé a déjà déposé son présent aux pieds du Rédempteur. Le mage en pleine maturité tient d'une main une ampoule précieuse et de l'autre un morceau de sa robe révélant sa doublure argentée ; il a le regard fixé sur l'Enfant Jésus. Suivant l'iconographie chrétienne, les mages peints ici représentent les trois âges de la vie de l'Homme.

Détails
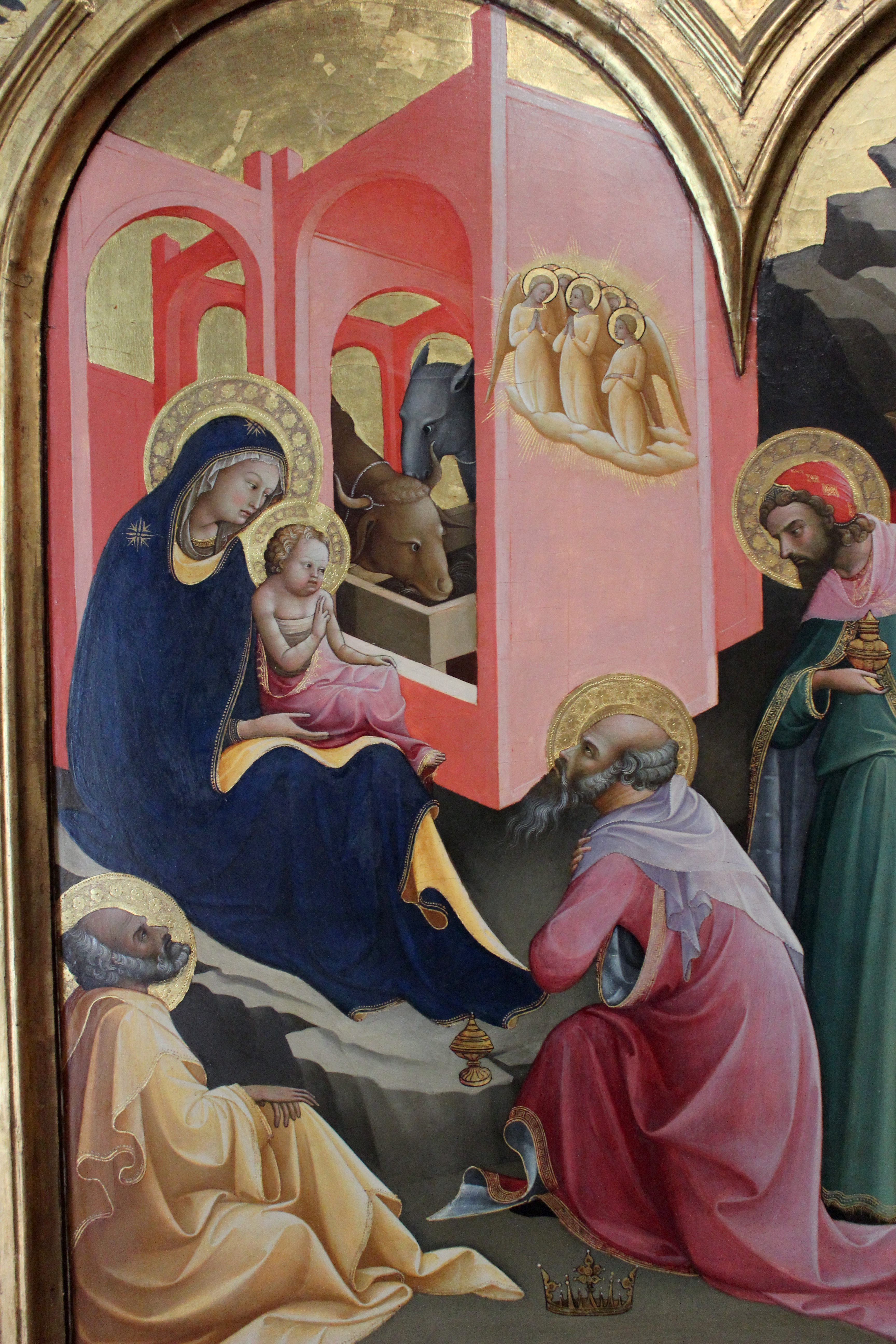
La sainte Famille.
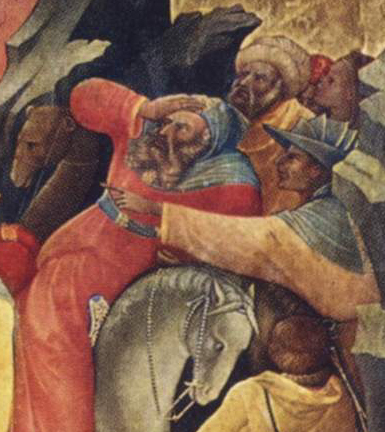
Un passant montre la comète.
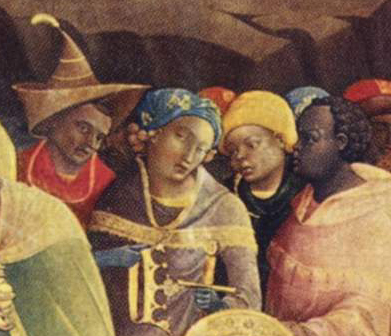
La foule.
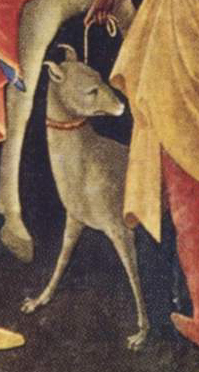
Un lévrier.

Les types les plus divers de l'humanité sont présentés dans le cortège, des Tartares aux Maures ou Africains, habillés de vêtements aux couleurs brillantes et coiffés de chapeaux aux formes les plus exotiques. Les deux cavaliers enturbannés au premier plan ont le corps allongé de manière sinueuse et plié en arrière, afin de créer un jeu de lignes rythmé, d'un grand raffinement. À l'extrême droite, on remarque des personnages à cheval, avec un chameau et un lévrier de chasse. Ils demandent leur chemin et un passant leur indique la comète qui n'est autre qu'un groupe de trois anges lumineux qui se sont arrêtés sur le mur de l'étable. En haut, l'artiste a peint un paysage rocheux tourmenté à la manière de Giotto, sur lequel se détache un château aux tours élancées. Au fond de la partie centrale, un ange lumineux annonce la nouvelle aux bergers, peints d'un gris monochrome pour donner un effet nocturne.
On remarque aussi une allusion exotique avec les mots écrits en arabe ancien sur le manteau du mage debout et sur le manteau du personnage à côté de lui.

## Postérité
Le tableau fait partie du musée imaginaire de l'historien français Paul Veyne, qui le décrit dans son ouvrage justement intitulé Mon musée imaginaire.